# Elateriopsis
Elateriopsis es un género con siete especies de plantas con flores perteneciente a la familia Cucurbitaceae. 

## Especies seleccionadas
| - Elateriopsis caracasana - Elateriopsis grisebachii - Elateriopsis macropoda - Elateriopsis oerstedii | - Elateriopsis pittieri - Elateriopsis spectabilis - Elateriopsis subcyclanthera |